# Jujutsu kaisen 0 - Il film
Jujutsu kaisen 0 - Il film  (劇場版 呪術廻戦 0?, Gekijōban Jujutsu Kaisen Zero) è un film d'animazione del 2021 diretto da Sunghoo Park.
Scritto da Hiroshi Seko, si basa sul manga Jujutsu kaisen - Sorcery Fight 0: L'istituto di arti occulte, prequel della serie Jujutsu kaisen - Sorcery Fight, entrambi creati dal mangaka Gege Akutami. La trama segue la storia di Yuta Okkotsu, un giovane studente che decide di diventare uno stregone per cercare di controllare lo spirito maledetto della sua amica d'infanzia Rika Orimoto.
Jujutsu kaisen 0 - Il film è stato distribuito il 24 dicembre 2021 in Giappone da Toho; la distribuzione nelle sale italiane è avvenuta il 9 giugno 2022 grazie a Nexo Digital e Dynit. Il film ha ricevuto recensioni positive, con riguardo alla storia del protagonista, alle scene di combattimento e alla colonna sonora. È stato il film con i maggiori incassi al botteghino giapponese del 2021.

## Trama
Lo studente Yuta Okkotsu viene aggredito da alcuni bulli, ma quest'ultimi vengono brutalmente feriti da Rika, uno spirito maledetto iperprotettivo aggrappato a lui. La società degli stregoni desidera che il ragazzo venga giustiziato, poiché la maledizione che ospita è un pericoloso spirito di grado speciale. Il potente stregone e insegnante Satoru Gojo li convince invece a lasciare che Yuta si unisca all'Istituto di Arti Occulte di Tokyo. Yuta spiega a Gojo che Rika era la sua amica d'infanzia che aveva promesso di sposare quando sarebbero cresciuti. La bambina è morta in un incidente stradale davanti al piccolo Yuta, dopodiché è diventata una maledizione, e Yuta si era consegnato volontariamente, volendo morire, in modo che Rika non facesse del male a nessun altro. Gojo lo convince a scegliere la vita e ad unirsi all'istituto per imparare a spezzare la maledizione. Yuta incontra gli altri studenti Maki Zen'in, Toge Inumaki e Panda, tutti con abilità proprie.
Durante la sua prima missione con Maki, Yuta è in grado di evocare di proposito Rika per salvarli da uno spirito maledetto. In seguito, confida a Gojo che pensa che potrebbe essere stato lui a maledire Rika piuttosto che Rika a maledirlo a causa del suo amore per lei. Passano tre mesi nel suo addestramento e Yuta si avvicina a Maki, Inumaki e Panda. Un giorno, in missione con Inumaki, i ragazzi vengono inaspettatamente attaccati da una maledizione di alto livello. Gojo si rende conto che l'uomo dietro l'attacco era Suguru Geto, un precedente studente della scuola, bandito dopo aver ucciso oltre un centinaio di persone innocenti.
Un anno dopo l'ingresso di Yuta, Geto dichiara guerra agli stregoni: rilascerà mille maledizioni sulla città per uccidere gli umani non stregoni poiché li ritiene inutili. La vera ragione della guerra di Geto, tuttavia, è distrarre Gojo in modo che possa uccidere Yuta e assorbire Rika. Gojo realizza il vero obiettivo di Geto e riporta Inumaki e Panda alla scuola per proteggere Yuta, che è con Maki, non prendendo parte alla battaglia. Geto batte rapidamente Maki, Inumaki e Panda. Spinto alla sua ultima risorsa e volendo proteggere i suoi amici, Yuta si promette in sacrificio a Rika se lo aiuta a sconfiggere Geto con tutta la sua potenza. Rika ferisce mortalmente Geto mentre la guerra viene vinta dagli stregoni. Gojo incontra un Geto morente e viene rivelato che i due erano stati migliori amici prima che l'ideologia di Geto li separasse. Gojo ringrazia Geto per aver risparmiato intenzionalmente i suoi studenti, quindi gli dice le ultime parole, che non vengono rivelate al pubblico, prima di porre fine alla sua vita. 
Gojo spiega a Yuta che la sua teoria era corretta: è stato lui a maledirla, incapace di accettare la sua morte e costringendola a restare al suo fianco. Dopo averle promesso la sua anima, però, ha rotto il patto, liberandola. Sia Yuta che Gojo sono in realtà discendenti di uno dei più forti stregoni della storia, il che spiega le loro potenti abilità. Rika dà a Yuta un caloroso addio e lui continua come stregone in formazione con i suoi amici, indossando ancora l'anello di fidanzamento regalatogli da lei.
In una scena dopo i titoli di coda, l'ex alleato di Geto, Miguel, pranza con Yuta nel paese natale di Miguel, il Kenya. Gojo si unisce a loro.

## Colonna sonora
La musica è stata composta da Hiroaki Tsutsumi, Yoshimasa Terui e Alisa Okehazama. La colonna sonora ufficiale è stata rilasciata il 22 dicembre 2021.
King Gnu ha eseguito la sigla del film Ichizu (一途? lett. "Sinceramente"), così come la canzone finale Sakayume (逆夢? lett. "Incubo"). Ichizu si concentra sulla relazione tra Yuta e Rika. Il cantante e chitarrista Daiki Tsuneta ha scritto Ichizu.

## Distribuzione
Jujutsu kaisen 0 - Il film è stato distribuito in Giappone da Toho a partire dal 24 dicembre 2021, con delle proiezioni IMAX in 418 sale. È stato proiettato in 4D e nei formati Dolby Cinema dal 5 febbraio 2022; smise di essere proiettato il 29 maggio.
In Italia, il film è stato distribuito da Dynit e Nexo Digital a partire dal 9 giugno 2022: inizialmente le proiezioni sarebbero dovute rimanere in cartellone per una settimana, ma a seguito del successo della pellicola si è deciso di prolungarle per un totale di ventinove giornate.

### Edizioni home video
Le versioni in DVD e Blu-Ray del film sono state distribuite in Giappone dal 21 settembre 2022 con la disponibilità di acquistare anche la Special Edition Box Set, che include dei contenuti aggiuntivi. Nella prima settimana, la versione base del DVD ha venduto 30 000 copie, mentre la Special Edition ne ha vendute 20 000. Per quanto riguarda la versione in Blu-Ray, sempre nella prima settimana sono state vendute 65 000 copie della Special Edition, contro le 27 000 copie vendute della versione base.

### Edizione italiana
Il doppiaggio del film è stato diretto da Matteo Brusamonti su dialoghi di Rita Pasci e Marina Spagnuolo, presso Lylo Italy. Si tratta del primo prodotto della saga di Jujutsu Kaisen ad essere doppiato in italiano, in quanto la serie animata era stata pubblicata in precedenza solo con i sottotitoli e audio originale: tuttavia, un mese dopo l'uscita in Italia del film, il doppiaggio italiano dell'anime ha cominciato ad essere distribuito su Crunchyroll.

## Accoglienza

### Incassi

#### Giappone
Allo spettacolo di mezzanotte del giorno d'uscita furono registrati circa 15 000 spettatori nelle cinquantotto sale che proiettavano il film. Inizialmente la proiezione di Jujutsu kaisen 0 - Il film era limitata a ventotto schermi in quattordici sale delle città di Kyoto, Miyagi, Tokyo, Osaka, Aichi, Fukuoka e nella regione dell'Hokkaido; tuttavia, a seguito dell'immediato sold-out dei biglietti avvenuto nel giorno in cui erano stati resi disponibili, le proiezioni sono state aumentate. Toho, distributore della pellicola, sperava che sarebbero stati venduti un milione di biglietti il primo giorno. Il film ha debuttato al primo posto del botteghino, incassando 2,694 miliardi di yen (circa 19 332 000 euro) nei primi tre giorni di proiezione. Complessivamente, il film ha incassato 13,75 miliardi di yen (circa 98 673 000 euro), sorpassando Evangelion: 3.0+1.0 Thrice Upon a Time e diventando così il film di maggiori incassi in Giappone del 2021.

#### Internazionale
Il film è uscito negli Stati Uniti d'America e in Canada il 18 marzo 2022; nel fine settimana di apertura era previsto un incasso dagli otto ai tredici milioni di dollari provenienti da 2 336 sale. Il venerdì ha incassato 5,8 milioni di dollari da 2 297 sale, includendo i 2,9 milioni derivanti dalle proiezioni del giovedì sera. Contando anche il sabato e la domenica, Jujutsu kaisen 0 - Il film ha incassato diciotto milioni di dollari nel primo weekend, arrivando secondo dietro a The Batman. È il quarto film giapponese ad aver incassato di più nel Paese.
In Regno Unito, nei primi tre giorni di proiezione la pellicola ha incassato 514 000 sterline; contando anche le anteprime, si arriva alla somma di 822 000 £, secondo incasso maggiore dopo The Batman. In Francia sono stati venduti 347 583 biglietti per il fine settimana di apertura, terzo risultato più altro dietro a The Batman e Notre-Dame in fiamme. Nelle sale italiane, dove il film è rimasto in cartellone per quasi un mese, Jujutsu kaisen 0 - Il film ha incassato in totale circa 1 115 000 euro, di cui 632 582 nei primi quattro giorni.
Complessivamente, il film ha venduto 20,51 milioni di biglietti per un incasso totale pari a 26,5 miliardi di yen (circa 190 milioni di euro), rendendolo il sesto film anime per incasso di tutti i tempi preceduto da Demon Slayer - Il treno Mugen, tre film di Hayao Miyazaki (La città incantata, Il castello errante di Howl e Ponyo sulla scogliera) e Your Name..

### Critica
Jujutsu kaisen 0 - Il film è stato l'adattamento anime più atteso in Giappone dopo la seconda stagione di Demon Slayer - Kimetsu no yaiba. Secondo l'aggregatore di recensioni Rotten Tomatoes, il film ha ottenuto un indice di apprezzamento del 98% e un voto di 7.9/10 sulla base di 53 recensioni. Il consenso critico del sito recita: «Jujutsu kaisen 0 - Il film offre un regalo emozionante e meravigliosamente animato per i fan dell'anime e una storia che regge come un'opera autonoma». Su Metacritic, il film ha ottenuto un voto di 71 su 100 sulla base di 8 recensioni.